# Jaylen Brown
Jaylen Marselles Brown (* 24. Oktober 1996 in Marietta, Georgia) ist ein US-amerikanischer Basketballspieler, der aktuell für die Boston Celtics in der NBA spielt. Die Celtics wählten ihn mit dem dritten Pick im NBA-Draft 2016. Zuvor spielte er ein Jahr College-Basketball an der University of California. Brown spielt sowohl die Position des Shooting Guards als auch des Small Forwards. Abseits des Basketballs setzt sich Brown für Bildungsgleichheit ein und hält regelmäßig Vorträge zu Bildungs- und Technologiethemen. Er ist außerdem der jüngste NBA-Spieler aller Zeiten, der als Vizepräsident der Spielergewerkschaft NBPA fungiert.

## Karriere

### Amateur-Basketball

#### High School
Jaylen Brown nahm in seiner Freshman-Spielzeit 2011/12 an vier Saisonspielen teil und erreichte mit seinem Team die regionale Meisterschaft. In der Saison 2012/13 zog sich Brown eine Verletzung im rechten Knöchel zu, kam mit seiner Schule aber bis ins Halbfinale des regionalen Georgia State Tournaments. Als Junior konnte Brown im Schnitt 24 Punkte, 8 Rebounds und 2 Steals auflegen. Am Ende reichte die Leistung, um ins Finale des Turniers einzuziehen. In seiner letzten Saison konnte Browns Team mit 30 Siegen und nur drei Niederlagen die State Championship des Jahres 2015 gewinnen. Es war die erste Staatsmeisterschaft für die Wheeler High School seit 2009. Die entscheidenden Punkte erzielte Brown persönlich, indem er 0,6 Sekunden vor Schluss zwei Freiwürfe verwandelte. Somit gewann Wheeler mit 59:58. Brown konnte seine Leistung in jener Saison noch einmal steigern und hatte im Durchschnitt 28 Punkte und 12 Rebounds pro Spiel bei einer Wurfquote von 64 % aus dem Feld aufgelegt. Mit diesen Leistungen wurde er in das All-USA first team und das All-State first team gewählt. Zudem erhielt er die Auszeichnung als Gatorade State Player of the Year 2015.
Nach seinem Senior-Jahr wurde Brown zum McDonald’s All-American Game 2015 sowie zum Jordan Brand Classic eingeladen. Er war Starter im Nike Hoop Summit, wo er in 16 Minuten Einsatzzeit 8 Punkte erzielen konnte.
Nach seiner High-School-Karriere wurde Brown von ESPN und Rivals als viertbester Spieler seines Jahrganges gewertet.

#### College
Brown erhielt Stipendium-Angebote von mehreren Colleges mit erfolgreicher Basketball-Historie, unter anderem Kansas, Kentucky, UCLA, North Carolina und Michigan. Diese besuchte er alle persönlich. Am 1. Mai 2015 entschied er sich, an der University of California zu studieren und dort College Basketball zu spielen. Er entschied sich für California, weil die Universität ihm die besten schulischen Voraussetzungen bot.
Brown spielte ein Jahr für die California Golden Bears. Dabei trug er die Trikotnummer „0“. Er begann jedes seiner 34 Spiele in der Starting Five und gab sein Debüt am 13. November 2015 gegen die Rice University, wo er in 15 Minuten 14 Punkte auflegen konnte. Zwei Wochen später erzielte Brown bei der Niederlage gegen die University of Richmond seine Höchstleistung mit 27 Punkten, die er am 27. Januar 2016 gegen die University of Utah wiederholen konnte. In dem Divisionsturnier der Pac-12 Conference führte Brown die Golden Bears bis in die zweite Runde, wo sie sich wieder der University of Utah geschlagen geben mussten. Brown traf in 32 Minuten nur 3 seiner 17 Würfe und kam am Ende auf 12 Punkte. Im NCAA-Division-I-Basketball-Championship-Turnier 2016 verloren Brown und sein Team das erste Spiel gegen die Hawaii Rainbow Warriors und schieden somit aus dem Turnier aus. Am Ende gewannen die California Golden Bears 23 Spiele zu 11 Niederlagen. Brown spielte im Durchschnitt 27,6 Minuten pro Spiel und kam auf 14,6 Punkte, 5,4 Rebounds und 2,0 Assists. Nach der Saison wurde Brown als Pac-12 Freshman of the Year ausgezeichnet und in das Freshman All-America team, All-Pac-12 first team sowie in das Pac-12 All-Freshman team berufen.
Am 21. April 2016 gab Brown bekannt, nach seinem Freshman-Jahr das College zu verlassen und meldete sich zum NBA-Draft an. Dabei verzichtete er ungewöhnlicherweise darauf, einen Agenten zu engagieren, der die nötigen Kontakte zu den NBA-Teams knüpfen soll. Stattdessen verließ er sich auf Ratschläge von NBA-Legenden wie Isiah Thomas oder Shareef Abdur-Rahim. Trotzdem galt Brown vor dem Draft als sicherer Lottery Pick. Verschiedenste Experten sagten voraus, dass er zwischen Position 4 bis 8 ausgewählt werden würde.

### Profi-Basketball in der NBA

#### Saison 2016/2017
Im NBA-Draft 2016 wurde Brown an dritter Stelle von den Boston Celtics ausgewählt. Dabei wurde er bei einer lokalen Draft-Party von Boston-Fans ausgebuht. Brown unterschrieb am 27. Juli 2016 seinen Rookie-Vertrag, der in 4 Jahren mit 21,4 Millionen Dollar dotiert wurde. Er wurde der 35. Spieler von der University of California, der im NBA-Draft ausgewählt wurde und gleichzeitig der höchste Pick seit dem NBA-Draft 1996 (Shareef Abdur-Rahim, 3. Pick).
Vor der regulären NBA-Saison 2016/17 wurde Brown in zwei NBA Summer League Turnieren eingesetzt. Er bestritt eine Partie im Salt-Lake-City-Event. In 28 Spielminuten warf er 16 Punkte, holte 6 Rebounds und 2 Blocks. Wegen einer leichten Knieverletzung fiel Brown für den Rest des Turniers aus. Im Turnier in Las Vegas kam Brown in 5 Spielen zum Einsatz, wovon Boston nur ein Spiel gewinnen konnte. Das darauf folgenden Play-off Spiel gegen die Cleveland Cavaliers verloren Boston ebenfalls, ohne Jaylen Brown. Im Schnitt kam er bei 29 Minuten Einsatzzeit auf 16 Punkte, 6,2 Rebounds und 2,8 Steals bei einer Wurfquote von 32,8 %. In den 6 Spielen trug Brown die Trikotnummer „9“. Danach entschied er sich, mit der Nummer „7“ die reguläre Saison zu beschreiten, da diese schon immer seine Lieblingsnummer gewesen sei.
Schon im ersten Saisonspiel feierte Brown sein Debüt in der NBA. Beim Sieg gegen die Brooklyn Nets am 26. Oktober 2016 stand er 19 Minuten auf dem Parkett und erzielte 9 Punkte. Nur wenige Tage später rückte Brown für den verletzten Jae Crowder für drei Spiele in die Startformation. Dabei absolvierte er in der Niederlage gegen die Cleveland Cavaliers am 3. November 2016 eines seiner besten Spiele der Saison, indem er in 35 Minuten 19 Punkte bei einer Wurfquote von 50 % holen konnte und sich zusätzlich 5 Rebounds und 3 Steals sicherte. Sein Plus/Minus stand am Ende bei +15, der höchste Wert unter den Boston-Spielern. Durch mehrere Verletzungen seiner Mitspieler wurde Brown Ende Januar wieder in die Startformation berufen. Am 27. Januar 2017 gelang ihm seine vorläufige Karriere-Höchstleistung mit 20 Punkten beim Sieg gegen die Orlando Magic.
Am Ende der Saison kam Brown in 78 Saisonspielen zum Einsatz, 20 davon in der Starting Five. Boston beendete die reguläre Saison auf Platz 1 in der Eastern Conference, mit 53 Siegen und 29 Niederlagen. Im Schnitt konnte Brown in 17 Minuten 6,6 Punkte und 2,8 Rebounds bei einer Wurfquote von 45 % beisteuern. Ungewöhnlich für Browns bisherige Karriere war, dass er zu 26 % seiner Spielzeit auf der Position des Power Forwards eingesetzt wurde. Den Rest der Spielzeit verbrachte er auf seiner Stammposition, Small Forward. Nach der Saison wurde Brown in das 2016/17 NBA All-Rookie 2nd Team benannt.
In den Play-offs erreichte Brown mit den Boston Celtics die Conference Championships, wo sie sich nach fünf Spielen den Cleveland Cavaliers geschlagen geben mussten. Brown wurde in 17 von 18 Partien eingesetzt und seine Einsatzzeiten reichten von 1 bis 26 Minuten. Im zweiten Spiel gegen die Cavaliers erreichte er seine Play-off-Bestleistung mit 19 Punkten in 23 Minuten Spielzeit. Im Schnitt kam er in den Play-offs auf 12,6 Minuten Spielzeit und legte dabei 5 Punkte und 2,1 Rebounds bei einer Wurfquote von 47,9 % auf.

#### Saison 2017/2018
Im Sommer 2017 war Brown wieder ein Teil des Summer League-Teams der Boston Celtics. Er absolvierte 5 Spiele und kam bei durchschnittlich 25 Minuten Einsatzzeit auf 13,2 Punkten und 7,4 Rebounds bei einer Wurfquote von 40 %.
In seiner zweiten Saison wurde Brown ein wichtiger Bestandteil des Teams und stand ab dem ersten Saisonspiel in der Startformation, größtenteils auf der Position des Shooting Guards. Gleich im ersten Spiel gegen die Cleveland Cavaliers stellte er seinen persönlichen Punkterekord ein, indem er in 39 Minuten 25 Punkte erzielen konnte. Das Spiel ging knapp mit 99-102 verloren. Am 3. November 2017 konnte Brown sein erstes Double-Double für sich verbuchen, indem er beim Sieg gegen die Oklahoma City Thunder 10 Punkte und 12 Rebounds holte. Mit 27 Punkten und einer Wurfquote von 77 % in 35 Minuten erhöhte er seinen eigenen Punkterekord nochmals, beim Sieg gegen die Atlanta Hawks am 18. November 2017. Seine guten Saisonleistungen brachten Brown eine Teilnahme in der Rising Stars Challenge 2018, im Rahmen des NBA-All Star Weekends. Für das Team USA spielte Brown von Beginn an und war der Topscorer des Spiels mit 35 Punkten. Gewonnen hat das Team World mit 155-124. Im Spiel gegen die Minnesota Timberwolves am 8. März 2018 zog sich Brown eine Gehirnerschütterung zu, nachdem er nach einem Dunk mit dem Rücken auf dem Boden fiel und einige Minuten behandelt werden musste. Er verpasste dadurch sechs Saisonspiele. Am Ende der Saison erhöhte Brown nochmals seinen Bestwert in Punkten. Im 79. Saisonspiel gegen die Chicago Bulls erzielte er 32 Punkte in nur 28 Minuten Spielzeit. In 70 Saisonspielen stand Brown in allen Spielen in der Startformation. Im Schnitt kam er in 30 Minuten auf 14,5 Punkte, 4,9 Rebounds und 1,6 Assist bei einer Wurfquote von 46,5 %. In 16 Spielen konnte er 20 Punkte oder mehr erzielen. In den Kategorien Punkte, Assists, Steals und verwandelte 3-Punkte-Würfe konnte er seine Statistiken teilweise mehr als verdoppeln. Boston beendete die reguläre Saison auf Platz 2 hinter den Toronto Raptors, mit einem Record von 55 Siegen und 27 Niederlagen.
In den Play-offs kam Brown in 18 von 19 Spielen zum Einsatz und stand in 15 Spielen in der Starting Five. In der ersten Runde konnte sich Boston gegen die Milwaukee Bucks mit 4-3 im Best-of-7 Format durchsetzen. Im vierten Spiel erzielte Brown seine Bestleistung im Scoring mit 34 Punkten und holte zusätzlich 8 Rebounds in 41 Minuten Spielzeit. Im letzten Spiel der Serie verletzte sich Brown leicht an der Achillessehne und fiel für den Rest des Spiels aus. Er verpasste das erste Spiel in der nächsten Runde gegen die Philadelphia 76ers und kam in den darauffolgenden drei Spielen von der Bank, mit limitierter Spielzeit. Boston gewann die Serie mit 4-1. In den Conference Finals traf Brown mit den Celtics wieder auf die Cleveland Cavaliers. Diese konnten die Serie wieder knapp für sich entscheiden, mit einem Sieg in Spiel 7. Insgesamt konnte Brown in den Play-offs seine Leistung im Vergleich zu der regulären Saison leicht verbessern: In 32 Minuten pro Spiel kam er auf 18 Punkte bei gleichbleibenden Statistiken in Rebounds, Assists, Steals und Wurfquote.

#### Saison 2018/2019
Die NBA-Saison 2018/19 gestaltete sich als eine schwierige Zeit für die Boston Celtics und Jaylen Brown. Nach den ersten 20 Spielen konnte Boston nur 10 Spiele gewinnen und lag deutlich ihren Erwartungen hinterher. In dieser Spanne stand Brown pro Spiel 28 Minuten auf dem Parkett und erzielte 11,1 Punkte, 4,1 Rebounds und einen Assist bei Wurfquoten von 39,8 % aus dem Feld und 25,3 % von der 3-Punkte-Linie. Nachdem Brown sich am 24. November 2018 leicht am Rücken verletzte und für drei Spiele ausfiel, entschied sich Celtics Head Coach Brad Stevens, Brown nicht mehr von Anfang an spielen zu lassen und setzte ihn für den Rest der Saison überwiegend von der Bank aus ein. Diese Entscheidung zahlte sich aus: In den folgenden 55 Spielen spielte Brown zwar durchschnittlich 3 Minuten weniger pro Spiel, konnte aber mit 13,7 Punkten, 4,3 Rebounds, 1,4 Assist und einem Steal bei Wurfquoten von 48,8 % aus dem Feld und 37,8 % von der 3-Punkte-Linie seine Statistiken verbessern. In dieser Spanne warf er im Spiel gegen die Sacramento Kings seine Saison-Bestleistung mit 30 Punkten. Insgesamt erzielte er 14-Mal 20 Punkte oder mehr und holte zwei Double-Doubles. Boston beendete die reguläre Saison auf Platz 4 in der Eastern Conference mit 49 Siegen zu 33 Niederlagen. In den Play-offs startete Brown wieder jedes Spiel. In der ersten Runde konnten er und sein Team die Indiana Pacers mit 4-0 schlagen. In der zweiten Runde mussten sie sich deutlich mit 4-1 den Milwaukee Bucks geschlagen geben. In den 9 Spielen wurde Brown im Schnitt 30 Minuten eingesetzt und erzielte dabei 13,9 Punkte, 5,8 Rebounds und 1,1 Assists bei einer Wurfquote von 50,6 %.

#### Saison 2019/2020
Zwei Tage vor Saisonbeginn konnten sich Brown und die Boston Celtics auf eine Vertragsverlängerung einigen. Der neue Vierjahresvertrag im Wert von 115 Millionen Dollar bindet Brown an die Celtics bis 2024.
Das Vertrauen zahlte sich aus, denn im Folgenden spielte Brown die bisher beste Saison seiner Karriere, indem er in fast allen wichtigen Statistiken neue Karriere-Bestwerte auflegte. So kam er im Schnitt in 34 Minuten auf 20,3 Punkte, 6,4 Rebounds, 2,1 Assist und 1,1 Steals bei einer Wurfquote von 48,1 %. Brown fiel in 15 Spielen verletzt aus, aber startete alle restlichen 57 Spiele für Boston. 34-Mal konnte Brown 20 Punkte oder mehr erzielen, 6-Mal sogar 30 Punkte oder mehr. Seine Saison-Bestleistung erzielte er am 27. Dezember 2019 gegen die Cleveland Cavaliers, indem er 34 Punkte erzielen und zusätzlich 9 Rebounds holen konnte, in nur 29 Minuten Spielzeit. In 8 Spielen konnte Brown ein Double-Double für sich verbuchen. Seine Spielzeit ist fast gleichmäßig auf der Position des Shooting Guards und der des Small Forwards verteilt. Mit Boston erzielte Brown am Ende der regulären Saison den dritten Platz in der Eastern Conference mit 48 Siegen und 24 Niederlagen.

### Nationalmannschaft
2014 gewann Brown die Goldmedaille mit dem U18-Team der USA bei der FIBA Americas Under-18 Championship in Colorado. Er erzielte dabei in vier Einsätzen 7,3 Punkte pro Spiel.
Bei der Basketball-Weltmeisterschaft 2019 in China spielte Brown für das Team USA. In 8 Spielen kam er im Schnitt auf 20 Minuten Spielzeit, 7,9 Punkten, 4,3 Rebounds und 1,4 Assist bei einer Wurfquote von 44,8 %. Das Team USA musste sich im Viertel-Finale Frankreich geschlagen geben und belegte am Ende Platz 7.

## Erfolge und Auszeichnungen
- 4× NBA All-Star: 2021, 2023, 2024, 2025
- All-NBA Second Team: 2023
- NBA All-Rookie Second Team 2017
- NBA Finals MVP: 2024

## Persönliches
In seinem Jahr an der University of California studierte Brown Magnetochemie und nahm an Vorlesungen auf Master-Niveau im Bereich „Sport in Education“ teil.
Neben dem Sport engagiert sich Brown sehr für das Thema Bildung. So sprach er u. a. an der Harvard University über das Bildungssystem in den USA, Rassismus und auch über die Bedeutung von Athleten in der Politik. Er hatte weitere Auftritte beim MIT Media Lab, TEDx und veranstaltete Treffen mit Spielerkollegen, um über Technologie und Vernetzung zu reden. Seit 2019 ist Brown der jüngste Vice-President der National Basketball Players Association.
Um an einer Black-Lives-Matter-Demonstration teilzunehmen, fuhr Brown nach eigenen Angaben 15 Stunden mit dem Auto nach Atlanta. Nach dem Tod von George Floyd führte er den friedlichen Protest und hielt eine Rede. Nachdem die NBA-Saison 2019/20 auf dem Disney World Gelände in Orlando fortgeführt wurde, entschied sich Brown, das Wort „Liberation“ (zu Deutsch: Befreiung) auf seinem Trikot zu tragen.
Brown spielt Klavier, Gitarre und spricht fließend Spanisch. Zudem interessiert er sich in seiner Freizeit für Geschichte, Mode, Finanzen, Technologie, Philosophie, Meditation und Schach. So spielte Brown vor dem NBA-Draft 2016 eine Partie Schach im Marshall Chess Club. Er ist großer Fußballfan, besonders von dem FC Barcelona. Sein Lieblingsspieler ist Lionel Messi. Brown isst überwiegend vegetarisch und verzichtet dabei ganz auf Schweine- und rotes Fleisch.
Mit „7uiceee“ hat Jaylen Brown seine eigene Marke, womit er u. a. Merchandise verkauft. Seit 2017 betreibt Brown seinen eigenen YouTube-Kanal, indem er, in unregelmäßigen Abständen, Videos über Basketball und sein Privatleben veröffentlicht.
Brown ist praktizierender Muslim, der im Jahr 2021 zum Islam konvertierte. Im Juni 2024 führte Brown eine Pilgerreise in Form einer Umra durch. 
Brown hat einen Bruder namens Quenton Brown. Deren gemeinsamer Vater ist Marselles Brown, ein ehemaliger amerikanischer Schwergewichtsboxer, der von 1989 bis 2016 aktiv gewesen ist. Der NFL-Cornerback A.J. Bouye ist ein Cousin von Jaylen und Quenton Brown.

## Karriere-Statistiken

### NBA

#### Reguläre Saison
| Saison   | Team     | GP  | GS  | MPG  | FG % | 3P % | FT % | RPG | APG | SPG | BPG | PPG  |
| -------- | -------- | --- | --- | ---- | ---- | ---- | ---- | --- | --- | --- | --- | ---- |
| 2016–17  | Boston   | 78  | 20  | 17.2 | .454 | .341 | .685 | 2.8 | 0.8 | 0.4 | 0.2 | 6.6  |
| 2017–18  | Boston   | 70  | 70  | 30.7 | .465 | .395 | .644 | 4.9 | 1.6 | 1.0 | 0.4 | 14.5 |
| 2018–19  | Boston   | 74  | 25  | 25.9 | .465 | .344 | .658 | 4.2 | 1.4 | 0.9 | 0.4 | 13.0 |
| 2019–20  | Boston   | 57  | 57  | 33.9 | .481 | .382 | .724 | 6.4 | 2.1 | 1.1 | 0.4 | 20.3 |
| 2020–21  | Boston   | 58  | 58  | 34.5 | .484 | .397 | .764 | 6.0 | 3.4 | 1.2 | 0.6 | 24.7 |
| 2021–22  | Boston   | 66  | 66  | 33.6 | .473 | .358 | .758 | 6.1 | 3.5 | 1.1 | 0.3 | 23.6 |
| 2022–23  | Boston   | 67  | 67  | 35.9 | .491 | .335 | .765 | 6.9 | 3.5 | 1.1 | 0.4 | 26.6 |
| 2023–24  | Boston   | 70  | 70  | 33.5 | .499 | .354 | .703 | 5.5 | 3.6 | 1.2 | 0.5 | 23.0 |
| 2024–25  | Boston   | 63  | 63  | 34.3 | .463 | .324 | .764 | 5.8 | 4.5 | 1.2 | 0.3 | 22.2 |
| Gesamt   | Gesamt   | 603 | 496 | 30.6 | .478 | .359 | .726 | 5.3 | 2.6 | 1.0 | 0.4 | 19.0 |
| All-Star | All-Star | 4   | 0   | 19.9 | .642 | .438 | .333 | 6.8 | 2.3 | 1.5 | 0.0 | 25.3 |

#### Play-offs
| Saison  | Team   | GP  | GS  | MPG  | FG % | 3P % | FT % | RPG | APG | SPG | BPG | PPG  |
| ------- | ------ | --- | --- | ---- | ---- | ---- | ---- | --- | --- | --- | --- | ---- |
| 2016–17 | Boston | 17  | 0   | 12.6 | .479 | .217 | .667 | 2.1 | 0.8 | 0.4 | 0.1 | 5.0  |
| 2017–18 | Boston | 18  | 15  | 32.4 | .466 | .393 | .640 | 4.8 | 1.4 | 0.8 | 0.6 | 18.0 |
| 2018–19 | Boston | 9   | 9   | 30.4 | .506 | .350 | .767 | 5.8 | 1.1 | 0.7 | 0.2 | 13.9 |
| 2019–20 | Boston | 17  | 17  | 39.5 | .476 | .358 | .841 | 7.5 | 2.3 | 1.5 | 0.5 | 21.8 |
| 2021–22 | Boston | 24  | 24  | 38.3 | .470 | .373 | .763 | 6.9 | 3.5 | 1.1 | 0.4 | 23.1 |
| 2022–23 | Boston | 20  | 20  | 37.6 | .496 | .354 | .689 | 5.6 | 3.4 | 1.1 | 0.4 | 22.7 |
| 2023–24 | Boston | 19  | 19  | 37.2 | .516 | .327 | .660 | 5.9 | 3.3 | 1.2 | 0.6 | 23.9 |
| 2024–25 | Boston | 11  | 11  | 36.5 | .441 | .333 | .758 | 7.1 | 3.9 | 1.0 | 0.3 | 22.1 |
| Gesamt  | Gesamt | 135 | 115 | 33.5 | .482 | .354 | .727 | 5.7 | 2.6 | 1.0 | 0.4 | 19.3 |